# 6-дневная велогонка
6-дневная велогонка (англ. Six-day racing) длится шесть дней. Общее гоночное время составляет не менее 24 часов.
Шестидневная велогонка появилась в XIX веке в Великобритании, распространилась во многих регионах мира, была доведена до современного вида в США, а сейчас в основном проводится в Европе. Первоначально это была индивидуальная гонка, победителем являлся набравший больше кругов. Со временем формат был изменён, чтобы допустить команды (обычно из двух гонщиков): один гонщик на трассе, в то время как другой отдыхает. Режим 24 часа в день также был смягчён, и большинство 6-дневных велогонок включают шесть вечерних гонок, как правило, с 18:00 до 2:00, на крытых велотреках. Побеждает команда, которая набрала больше кругов. При равенстве кругов, победителем считается команда, набравшая наибольшее количество очков, выигранных на промежуточных финишах (гонка по очкам).
Типичная программа включает гит, гонки за лидером, промежуточный спринт и гонки на выбывание.

## История

### Происхождение
Первые шесть-дней были гитом в зале Сельского хозяйства в Ислингтоне (Лондон) в 1878 году, когда профессиональный гонщик Дэвид Стэнтон предложил пари, что он проедет 1000 миль за шесть последовательных дней, по 18 часов в сутки. М-р Дэвис поставил £100, ставку приняла газета Sporting Life. Стэнтон стартовал в 6 утра 25 февраля на высококолесной машине (penny-farthing) и через 73 часа выиграл пари. Он ехал со средней скоростью 13,5 миль/час.
Шестидневная гонка с участием более одного гонщика выросла из энтузиазма XIX века к выносливости и другим новым видам соревнований. Промоутер зала Сельского хозяйства (Agricultural Hall) провёл шестидневный сверхмарафон в апреле 1877 года. Пробег был достаточно успешным для другого промоутера, который в следующем году провёл там аналогичный сверхмарафон. Это вдохновило Генри Джона Этерингтона организовать в 1878 году шестидневную гонку в том же зале, но для велосипедистов. Он рассчитывал привлечь 20 000 зрителей в день, как это было у скороходов.
Islington Gazette сообщила:
«Велогонка началась в прошлый понедельник, и £150 предлагается в качестве призов; деньги будут распределены таким образом: £100 первому, £25 второму, £15 третьему и £10 четвёртому».
Гонка началась в 6 утра 18 ноября; только четыре из двенадцати заявившихся были на старте. Хотя часто говорят, что первая шестидневная была нон-стоп событием без сна и без перерыва в течение шести дней, по регламенту разрешалось ехать 18 часов каждый день — с 6:00 до 24:00. На самом деле участники присоединялись к гонке по своему выбору и спали, когда они хотели.
Победителем стал Билл Канн из Шеффилда, который возглавил гонку с самого начала и закончил её 23 ноября после 1060 миль.

### Первые американские шесть-дней
Тем не менее, эта дисциплина не стала популярной до 1891 года, когда шестидневная гонка была проведена в Мэдисон-сквер-гарден в Нью-Йорке. Изначально это были индивидуальные соревнования чистой выносливости, гонщики набирали столько кругов, сколько возможно. Сперва гонки длились менее 24 часов в сутки. Гонщики спали ночью и возвращались на трассу утром, когда они хотели. Быстрые гонщики начинали позже, чем более медленные, которые жертвовали сном, чтобы восполнить недостаток скорости. Гонщики скоро стали соревноваться 24 часа в сутки, ограниченные только способностью бодрствовать. Многие нанимали секундантов, как в боксе, чтобы те поддерживали их в движении. Секунданты, известные своим французским названием soigneur'ы, как говорили, использовали допинг, чтобы сохранить своих гонщиков на треке. Гонщики стали отчаянно уставать. Brooklyn Daily Eagle писал:
 износ нервов, мышечная усталость и недостаток сна делали их [раздражительными и капризными]. Если их желания не выполняются сразу, они разражаются потоком брани. Ничто им не нравится. Эти вспышки не беспокоят опытных тренеров, так как они понимают условия, в которых находятся их подопечные.
Эти условия вызывали бред и галлюцинации. Гонщики шатались и падали. Однако зачастую это хорошо оплачивалось, к тому же, все больше людей приходило посмотреть, как их состояние ухудшалось. Промоутеры в Нью-Йорке заплатили Тедди Хейлу $5000, когда он выиграл в 1896 году, и он выиграл «как призрак, его лицо белое, как труп, его глаз уже не видно, потому что они ввалились в череп», согласно одному сообщению.
Нью-Йорк Таймс сообщал в 1897 году:
Прекрасно, что человек на двух колесах может, в шестидневной гонке, обгонять гончую, лошадь или локомотив. Это подтверждает мнение, более не оспариваемое, что человек превосходит других животных. Но это бесспорное мнение утверждается слишком торжественным и болезненным способом в Мэдисон-Сквер-Гарден. Спортивное состязание, в котором в головах участников происходят странные вещи, они напрягают свои силы до того, что их лица становятся отвратительными от пыток, терзающих их, это не спорт. Это жестокость. Дни и недели потребуются им, чтобы вернуться в Гарден в форме, и, вероятно, некоторые из них никогда не оправятся от напряжения.
Историк Раймонд Дикоу (Dickow) сказал о гонщиках периода гонок после-1898:
Самым высокооплачиваемым был Альфред Гулле из Австралии. Он зарабатывал $1000 в день в дополнение к призовым за спринт. Лучшие, такие, как Бобби Вальтур (США), Франко Джорджетти (Италия), Жерар Дебаэ (Бельгия) и Альфред Летурнёр (Франция), делали от $500 до $750 в день. Любители, которые только стали профессионалами и должны были доказать свою ценность, оплачивались по расценкам начинающих $100 в день.

### Мэдисон
Шестидневная гонка оставалась популярной в США, хотя штаты Нью-Йорк и Иллинойс в 1898 году запретили гонщикам соревноваться больше 12 часов в сутки, чтобы дать гонщикам отдохнуть полдня, но промоутеры поняли, что только один гонщик из двух в команде отдыхает, второй в это время находится на трассе. Каждый отдыхает 12 часов, не нарушая закон, гонка по-прежнему длится 24 часа. Гонки продолжались шесть дней, а не неделю, чтобы избежать гонки в воскресенье. Скорости, а с ними дистанции, выросли, повалили толпы зрителей и посыпались деньги. Чарли Миллер 6—11.12.1897 проехал в одиночку в Мэдисон-сквер-гарден 2093 мили. Альф Гулле со скромным напарником смогли проехать 2790. Первая такая гонка была в Мэдисон-сквер-гарден, и гонки командой из двух человек стали называться «мэдисон» (англ. Madison) или «американка» (фр. Course à l'américaine, итал. Americana, исп. Americana). Оба гонщика могут быть на трассе одновременно. Когда один гонщик в гонке, другой медленно едет по внешнему кругу. Спортсмены могут меняться в любое время гонки, касаясь руками друг друга или веломайки. Шлепок рукой считается передовым навыком, и в некоторых странах он разрешается только профессионалам из-за рискованности. Гонщик может также вводить напарника в гонку, нажав на его седло.
Труднее всего было соревноваться при полных трибунах. Спортсмены отдыхали, когда они были пустыми, и кружили по треку, читая газеты, разговаривали, даже писали письма, и одновременно крутили педали одной ногой, а другой руль. Но иногда команды шли в атаку, когда было тихо. Джимми Вальтур вспоминал одну из таких ночей в 1933 году:
[В 4 утра], Тино Реболи и его партнёр были на 12 кругов позади лидеров. В отчаянии, они решили, что не будут спать в ту ночь. Они знали, что должны закрыть разрыв, чтобы остаться в гонке. Многие гонщики ушли в спальню в другой части здания. Реболи и его партнёр, однако, остались на трассе. Они отыграли три круга, прежде чем тренеры других команд смогли вытолкать спящих велосипедистов из постели. Давка (jam) была одной из самых диких в истории Гардена. Потребовалось включение огромных светильников над треком. Это стоило Гардену тысячи долларов на освещение.
Единственными зрителями были горстка недоуменных подметальщиков, сборщиков мусора и сонных журналистов. Сначала гонщики были в ярости на команду Реболи за поднятую суматоху. Они яростно крутили педали, чтобы растерзать их. Но в отчаянии и раздражении от потери сна гонщики рассердились друг на друга… Команда Реболи снова оказалась на 12 кругов сзади. Судья снял их с гонки
.
Шестидневная гонка была популярна в США до Второй мировой войны. Тогда подъём автомобиля и Великая депрессия привели к спаду. Dickow сказал: «Несколько промоутеров предприняли попытки возродить мэдисон, однако никому из них не удалось вернуть гоночному велосипеду былую популярность». Ещё одна проблема была в том, что чем больше промоутеры вносили в европейскую оппозицию, чтобы оживить гонки для потенциального зрителя, тем больше европейцы доминировали и уменьшали привлекательность для зрителей. Американский гонщик Джерри Родман сказал: «В предыдущие годы, шестидневные гонки исчезали только в результате войны или депрессии. При Гарри Менделе, однако, этот вид спорта впервые начал приходить в упадок из-за снижения зрительского интереса».
Джимми Вальтур сказал: "Шестидневные гонки начали исчезать в 1938 году, примерно в то время, когда фигуристке Соне Хени было отдано предпочтение в дате появления в Мэдисон-cквер-гарден. Декабрь был традиционной датой Гардена для гонок, но её шоу заменило гонки этого месяца."
Ежегодные шестёрки в Бостоне закончились в 1933 году, Детройте в 1936, и Чикаго в 1948 году. Нью-Йорк продержался до 1950 года. Были ещё попытки возродить гонки, ни одна не удалась. Sporting Cyclist опубликовал фотографию, снятую в последнюю ночь «шестёрки» Чикаго в 1957 году: семь человек едут в районе трибун.

### Европейская популярность
Успех мэдисона в Америке привел к его распространению в Европе.
Первый мэдисон был в Тулузе в 1906 году, хотя через три дня его прекратили из-за отсутствия интереса.
Мэдисон в Берлине три года спустя был успешным. 15 марта 1909 года в выставочном зале Берлинского зоопарка 15 гонщиков 144 часа боролись на 150-метровой деревянной дорожке. 5000 золотых марок за победу разделили Флойд МакФарланд и Джимми Моран. Пять гонок были проведены в Германии в 1911—1912, затем в 1912 году в Брюсселе и Париже в 1913 году.
 Шестидневная гонка продолжала преуспевать в Европе. Её сердцем была Германия — за исключением нацистского периода, когда гонки были запрещены — вместе с большинством событий.
Также были сильные гонки в Бельгии и Франции. Лондон увидел одну гонку в Олимпии в июле 1923 года, а затем серию гонок на Уэмбли, начиная с 1936 года. Местный гонщик Франк Саутхолл, разбился и попал в больницу. Так было и ещё с одной британской надеждой, Сиднеем Козенсом. Только девять из 15 команд закончили гонку. Серия продолжалась, с бо́льшим успехом, до начала в 1939 году Второй мировой войны.
Гонки неуверенно начали возрождаться после 1945 года; первая за 17 лет в Германии была в 1950 году; ещё две гонки прошли на Уэмбли в 1951 и 1952 годах. В конце концов, однако, европейские гонки стали клониться к упадку. Гонщики соревновались ночью, как в США, но расходы на содержание стадионов открытыми для опоздавших на автобус завсегдатаев вечеринок и немногочисленных преданных поклонников, были слишком велики. Лондон отказался от ночной гонки, когда возродил шестидневную в 1967 году в Эрлс Корт.
В следующем году на Уэмбли новый организатор, бывший гонщик Рон Уэбб, запланировал гонки только днём и вечером, с перерывом между сессиями. Другие организаторы не были этим впечатлены и настаивали, чтобы Уэбб называл свою гонку «шесть», а не «шестидневная». Один за другим, однако, они последовали примеру Уэбба и сейчас не осталось ни одной гонки старого круглосуточного стиля. Последняя была в Мадриде. Там гонщики соревновались всю ночь или, если они хотели, могли идти в кровать.

## Сегодня
Лучшие шоссейные гонщики никогда не ездят шестерки, потому что они им не нужны. Но вы должны уважать публику. Цабель находится на вершине, которая недоступна для всех [шоссейных гонщиков]. Когда Марио Чиполлини ехал шесть дней, ребята иногда были вынуждены замедлиться, чтобы он мог достать их.
 Шестидневная гонка теперь преимущественно европейское явление, особенно в Бельгии и Германии. Зрители также развлекаются живой музыкой и имеют доступ к ресторанам и барам. На мюнхенской гонке организовали ярмарку вокруг внешней дорожки и ночной клуб в подвале, который открывается в 2 часа ночи, когда гонки заканчиваются. Стартовые деньги для 24 гонщиков на шести Гента в 2000 году доходили до €333 000, хотя организатор Патрик Серку сказал, что он связан договорными обязательствами и не может сказать, сколько заработал каждый гонщик.
Журнал Vélo, однако, заявил, что специалисты получали € 5000 в 2002 году и гонщики-звезды больше.
Немецкий гонщик Эрик Цабель запросил € 75 000, что, как сказал Серку, было выше его бюджета.
Помимо призовых во время гонки, бывают и необычные способы заработать деньги.
Австралиец Дэнни Кларк запел.
В октябре 2013 года Даниэль Холлоуэй и Гай Ист, два профи, ехали в составе команды Калифорнии в спортивном центре VELO в Карсоне в первой полушестидневной гонке с 1940-х годов. Последняя шестидневная гонка США была в 1973 году в Детройте. Организатор — бывший гонщик американских шестидневок Джек Саймс, который сам был вторым в Детройте. На старте рядом с молодыми американскими гонщиками были и такие известные, как Франко Марвулли, Кристиан Грасман, Лейф Лампатер и Марсель Барт.
В 2007 Гай Ист уже был в Амстердамской Шестидневной. 21—26 октября 2013 он вернулся на велодром шести дней Амстердама вместе с Даниэлем Холлоуэем. Гай Ист выиграл гонку Дерни на пятую ночь.

### СССР/СНГ
Первая шестидневная велогонка в Москве (мэдисон) прошла в 1991 году, затем в 2002 и 2003. Больше в СССР и на территории СНГ они не проводились.
Осенью 2014 года в Киеве началась подготовка к проведению первой шестидневной велогонки.

### 2023
19—26 марта 2023 года бельгийский спортсмен Матьё Бонн проехал на велосипеде в Аризоне 3619,72 километров и побил текущий рекорд в 7-дневной велогонке 3590 километров. Он ехал семь дней, около 20 часов в день, со средней скоростью 30 километров в час.